# العالم الجوراسي
العالم الجوراسي (بالإنجليزية: Jurassic World)‏ هو فيلم خيال علمي ومغامرة أمريكي صدر في سنة 2015. من إخراج كولين تريفورو. الفيلم هو الإصدار الرابع ضمن سلسلة أفلام الحديقة الجوارسية. السيناريو كتبه كولين تريفورو وديريك كونولي وأماندا سيلفر وريك جافا. الفيلم من بطولة كريس برات وبرايس دالاس هوارد وعمر سي وعرفان خان.
في الفيلم يفتتح حديقة «العالم الجوراسي» على جزيرة أيلا نوبلار (موقع أحداث الفيلم الأول) لكن الفوضى تعم المكان بعد أن يتمكن ديناصور هجين معدل وراثيًا يدعى «إندومينوس ريكس» من الهرب في أنحاء الجزيرة.
كان من المقرر أن يبدأ إنتاج الفيلم في 2004 ليصدر في صيف 2005، لكنه عانى كثيرًا في مرحلة التطوير حيث تأجل إصداره عدة مرات بينما تعرض السيناريو للتنقيح أكثر من مرة. ستيفن سبيلبرغ مخرج الفيلم الأول والثاني، خدم كمنتج تنفيذي على «العالم الجوراسي» كحال الفيلم الثالث. صدر الفيلم في 11 يونيو 2015 في الشرق الأوسط وبعده بيوم في الولايات المتحدة.
كسر الفيلم العديد من الأرقام القياسية خلال أول ثلاثة أيام من عرضه، منها أكبر افتتاحية في أمريكا الشمالية والافتتاحية الأعلى دخلاً في العالم، متفوقًا على المنتقمون وهاري بوتر ومقدسات الموت – الجزء 2، على التوالي، كما أصبح أول فيلم يجمع 500 مليون دولار حول العالم في أول 3 أيام من عرضه.

## القصة
الأخوان زاك وجراي ميتشل يزوران حديقة «العالم الجوراسي»، متنزه ديناصورات في جزيرة نوبلار، حيث تتولى عمتهما كلير ديرينج إدارة العمليات. تقوم كلير بتعيين مساعدتها «زارا» كدليل للولدين، لكنهم يتهربون منها ويستكشفان الحديقة بأنفسهم. في أماكن أخرى من الجزيرة، كان المحارب المخضرم في البحرية الأمريكية وعالم السلوك الحيواني أوين جرادي يدرب فرقة من فيلوسيرابتورات مؤلفة من بلو وإيكو ودلتا وتشارلي وهم يقومون بإجراء أبحاث حول ذكائهم. استنادًا إلى قدرة الطيور الجارحة على اتباع الأوامر، يعتقد رئيس أمن شركة التقنيات الجينية الدولية (InGen)، فيك هوسكينز، أنه يمكن تسليح الحيوانات، وهي فكرة يعارضها أوين ومساعده باري بشدة.
قبل افتتاح الحديقة، كان كلير ومالك الحديقة سيمون ماسراني يتفقدان أحدث جاذبية في المنتزه، إندومينوس ريكس، وهو ديناصور معدّل وراثيًا أنشأه عالم الوراثة الدكتور هنري وو. كلف «مسراني» أوين بتقييم أمن القفص. يحذر أوين كلير من أن الإندومينوس يفتقر إلى المهارات الاجتماعية، مما يجعله خطيرًا وغير متوقع. عندما هرب إندومينوس على ما يبدو، يدخل أوين واثنين من عمال الحديقة القفص. يظهر الإندومينوس، الذي يمكنه التمويه وإخفاء موقعه الحراري، فجأة. نجا أوين، لكنه يلتهم الرجلين الآخرين قبل أن يهرب إلى داخل الجزيرة. ينصح أوين مالك الحديقة سيمون ماسراني بقتل الإندومينوس، ولكن لحماية استثمارات شركته، أرسل ماسراني وحدة متخصصة لإخضاع الديناصور بأسلحة غير قاتلة، بحيث يمكن إعادتها بأمان إلى حقلها. بعد ذبح معظم الوحدة، أمرت كلير بإخلاء القطاع الشمالي للجزيرة.
أثناء استكشاف الحديقة في سيارة سياحية، يدخل زاك وغراي منطقة محظورة. يصل الإندومينوس ويدمر السيارة لكن الأولاد يتمكنون من الهرب بصعوبة. ويجدون أنقاض متنزه «الحديقة الجوراسية» الأصلي، يصلحون سيارة قديمة من نوع جيب رانجلر، ويعودون إلى منتجع المنتزه. أثناء بحث كلير وأوين عن الأولاد، يلاحقهم الإندومينوس وبالكاد يتمكنون من الهرب منه. يحاول ماساراني بمساعدة اثنين من الجنود القبض على الإندومينوس بواسطة مروحية، لكن الديناصور اقتحم قفص الديناصورات الطائرة (التيروصورات) في الحديقة. حطمت تيروصورات القفص المروحية، مما أسفر عن مقتل الرجال الثلاثة الذين كانوا بداخلها، قبل أن تتجه إلى المنتجع، وتتسبب في ترويع العديد من الزوار، بما في ذلك «زارا» التي التهمها فيما بعد الموزاصور المقيم في الحديقة. يجد جراي وزاك أوين وكلير في المنتجع بينما يقوم أفراد مسلحون بإيقاف التيروصورات.
أمر هوسكينز باستخدام الفيلوسيرابتورات لتتبع الإندومينوس، مع أو بدون تعاون أوين. أُقيل أوين ورغم ذلك قاد الهجوم مع الفيلوسيرابتورات. عند العثور على الإندومينوس، تبدأ الديناصورات في التواصل فيما بينها. يدرك أوين أن الإندومينوس يحتوي على الحمض النووي للفيلوسيرابتورات بداخله وأنه يغتصب هيمنة أوين، ليصبح «الألفا» الجديد للقطيع. تطلق القوات المسلحة النار على الإندومينوس، لكنه يهرب. تقتل الفيلوسيرابتورات معظم القوات، بينما قُتل تشارلي في الفوضى. اجلى هوسكينز العالم وو وأجنة الديناصورات من الجزيرة لحماية أبحاث وو. يجد أوين وكلير والأولاد هوسكينز في المختبر يحاول تأمين المزيد من الأجنة، لكن الديناصورة المتوحشة «دلتا» اقتحمت المختبر وقتلته.
يعيد أوين تأسيس علاقته الفيلوسيرابتورات الثلاثة الباقية على قيد الحياة قبل ظهور الإندومينوس مرة أخرى. يهاجمون الديناصور المعدل وراثيا، لكن دلتا وإيكو يُقتلان بينما سقط بلو فاقدًا للوعي. تقوم كلير بإطلاق سراح التيراناصور «ريكس» المخضرم من حقله وتجذبه إلى معركة حاسمة مع الإندومينوس، التي تكتسب ميزة على يكون متغلبًا على التيريكس حتى يتعافى بلو وينضم إلى المعركة مرة أخرى. يتغلب الثنائي على الإندومينوس وتتم محاصرته عند حافة البحيرة، حيث يسحبه الموزاصور تحت الماء. يتم إجلاء الناجين وهجر الجزيرة مرة أخرى. يلتقي زاك وجراي بوالديهما، بينما يقرر أوين وكلير البقاء معًا.

## طاقم التمثيل
- كريس برات في دور أوين جرادي، وهو خبير في البحرية الأمريكية وعالم السلوك الحيواني، وخبير في الفيلوسيرابتورات ومعالج في العالم الجوراسي.[1]
- بريس دالاس هوارد في دور كلير ديرينغ، مديرة عمليات العالم الجوراسي وعمة زاك وجراي ميتشل.[1]
- فينسنت فيليب دونوفريو في دور فيك هوسكينز، رئيس العمليات الأمنية في شركة التقنيات الجينية الدولية (InGen)، الذي يريد استخدام الفيلوسيرابتورات كحيوانات عسكرية.[2]
- تاي سيمبكنز في دور جراي ميتشل، أحد أبناء أخ كلير والأخ الأصغر لزاك.[1]
- نيك روبنسون في دور زاكاري «زاك» ميتشل، أحد أبناء أخ كلير والأخ الأكبر لجراي.[1]
- عمر سي في دور باري، مساعد أوين في رعاية الفيلوسيرابتورات.[3]
- بي دي ونغ في دور الدكتور هنري وو، عالم الوراثة الذي يرأس الفريق الذي خلق الديناصورات من أجل العالم الجوراسي. تم الكشف عن تحالفه مع هوسكينز. وونغ هو الممثل الوحيد في الفيلم الذي أعاد تمثيل دوره في كل الأفلام السابقة.
- عرفان خان في دور سيمون مسراني، الرئيس التنفيذي لشركة مسراني ومالك العالم الجوراسي.[1]
- جيك جونسون في دور لوري كروثرز، موظف في غرفة التحكم بالمنتزه.[1]
- لورين لابكوس في دور فيفيان، موظفة في غرفة التحكم بالمنتزه.[4]
- بريان تي بدور حمادة، قائد وحدة احتواء الأصول، وهي مجموعة من حراس الأمن تم تركيبهم في جزيرة نوبلار.[1]
- كاتي ماكغراث في دور زارا، مساعدة كلير الشخصية.[5]
- جودي جرير في دور كارين ميتشل، أخت كلير ووالدة زاك وجراي.[6]
- أندي باكلي في دور سكوت ميتشل، زوج كارين ووالد زاك وجراي.

بالإضافة إلى ذلك، قام كل من جيمي فالون وجيمي بافيت بدور كاميو لأنفسهم. باتريك كرولي، منتج الفيلم، ظهر كمدرب طيران ماساراني، بينما يقدم كولين تريفورو لفترة وجيزة صوت السيد دي إن آي (Mr. DNA)، وهو شخصية كرتونية متحركة تشرح نظام الحديقة للزوار. تم التعبير عن الشخصية سابقًا بواسطة جريج بيرسون في الحديقة الجوراسية. يقدم براد بيرد كاميو صوتيًا كمذيع للقطار الأحادي في الحديقة وكذلك قام جاك هورنر، المستشار الفني بدور كاميو في الفيلم. إيريك إدلشتين قام بكاميو كمشرف للحلبة. وتم استخدام صورة لجيف غولدبلوم لتمثيل شخصيته الدكتور إيان مالكولم على الغلاف الخلفي لكتاب.

## المواضيع والتحليل
صرح المخرج كولين تريفورو أن الإندومينوس ركس، الديناصور المعدل وراثيًا في قلب قصة الفيلم، هو رمز للمستهلك وفائض الشركات. الديناصور "كان من المفترض أن يجسد أسوأ ميول [الإنسانية]. نحن محاطون بالعجب ومع ذلك نريد المزيد، ونريده أكبر، وأسرع، وأعلى، وأفضل. وفي عالم الفيلم، تم تصميم الحيوان استنادًا إلى سلسلة من مجموعات التركيز المؤسسية. " وذكر أيضًا «هناك شيء في الفيلم عن جشعنا ورغبتنا في الربح. إن الإندومينوس ركس، بالنسبة لي، هو إلى حد كبير تلك الرغبة، التي يجب إشباعها». لاحظ صحفيو السينما أوجه الشبه بين أعمال الحديقة في العالم الجوراسي وصناعة السينما والترفيه. قال الممثل جيمس دومونت هناك عدة افكار يركز عليها الفيلم من بينها «الشخص والبيئة واحد» و«أولئك الذين لا يوقفون الشر يدعمونه ويشجعونه».
يركز الفيلم كذلك على مفاهيم حقوق الحيوان حيث أن الإندومينوس ريكس نشأ في الأسر وفي عزلة تامة مما جعل هذا المخلوق «لا يعمل بكامل طاقته». استشهد تريفورو بالفيلم الوثائقي لعام 2013 الحوت الأسود، الذي ينتقد أسر الحيتان القاتلة في عالم البحار، باعتباره مصدر إلهام رئيسي للعالم الجوراسي. كان الحوت القاتل الأسير تيليكوم، الذي نشأ جزئيًا في عزلة وكان مسؤولًا عن وفاة ثلاثة أشخاص، مصدر إلهام للإندومينوس ركس، والعلاقات العامة وتجاوزات الشركات في عالم البحار المصورة في الفيلم الوثائقي ألهمت الحديقة الخيالية في العالم الجوراسي.

## الإنتاج

### التطوير
في مايو 2001، كان ستيفن سبيلبرغ مالك أمبلين إنترتاينمنت قد بدأ بتطوير أفكار للحديقة الجوراسية 4، والتي خطط لإنتاجها. في البداية، لم يكن مخرج الحديقة الجوراسية 3 جو جونستون مهتمًا بإخراج الفيلم الرابع. في عام 2002، تم الإعلان عن وليام موناهان ككاتب للسيناريو، كاثلين كينيدي كمنتجة للفيلم، وسبيلبيرج كمنتج تنفيذي وتم تحديد تاريخ الإصدار في منتصف عام 2005. تشمل فكرة القصة هجرة الديناصورات إلى البر الرئيسي في كوستاريكا. يقوم فريق من الخبراء، بما في ذلك الدكتور آلان جرانت والدكتور إيان مالكولم، بالتخطيط لرحلة استكشافية إلى جزيرة بعيدة عن الشاطئ واكتشاف الديناصورات التي تتكاثر بحرية هناك. يشمل جزء من الحبكة ابتكارالشخصيات لطريقة من اجل تقييد انتشار الديناصورات ومنع حدوث كارثة بيئية. كما تشمل القصة كذلك ابتكار مرتزقة الذين هم مزيج من البشر والديناصورات المعدلة وراثيًا. تم الانتهاء من مسودة موناهان الأولى للسيناريو في يوليو 2003؛ لكن القصة لم تكن تدور في الغابة كما جرى الأمر في الأفلام السابقة. بعد ذلك غادر موناهان المشروع للعمل في مملكة السماء. في عام 2004، انضم فرانك مارشال إلى المشروع كمنتج، وحل جون سايلز محل موناهان، فقام بكتابة مسودتين للنص. في إحدى المسودات، تم تكليف شخصية جديدة، وهو مرتزق يدعى نيك هاريس، بتدريب فريق من دينونيكوس المعدل وراثيًا لاستخدامه في مهام الإنقاذ ومكافحة تجار المخدرات. جاءت فكرة الإنسان الذي يدرب الديناصورات من سبيلبرغ. بحلول أبريل 2005، تم تأجيل الفيلم، حيث كان سبيلبرغ غير راضٍ عن تنقيحات النص. توقف التقدم في الفيلم خلال عام 2005 لأن مارشال وسبيلبيرج كانا مشغولين بمشاريع أفلام أخرى. في عام 2006، قال سبيلبرغ إن جونستون سيخرج الفيلم. كان من المتوقع أن يبدأ العمل الإضافي على الفيلم بعد إصدار فيلم إنديانا جونز الرابع، والذي كان مارشال وسبيلبيرج يعملان عليه. بحلول أبريل 2007، لم يعد جونستون يعمل كمدير. كان من المتوقع أن يتم إصدارالفيلم عام 2008، ولكن تم تأجيله مرة أخرى إلى عام 2009. بحلول عام 2010، شارك جونستون في المشروع مرة أخرى وخطط لأن يكون هذا الفيلم الأول في ثلاثية الحديقة الجوراسية الجديدة. كان جونستون يأمل في تطوير المشروع مع سبيلبرغ بعد الانتهاء من مشاريع أخرى، بما في ذلك فيلم جونستون لسنة 2011، كابتن أمريكا: المنتقم الأول. في عام 2011، تم تعيين مارك بروتوسيفيتشك كاتب سيناريو للفيلم وقد كتب تعديلين للقصة، ولم تتم الموافقة على أي منهما. شعر سبيلبرغ وكينيدي أن الفيلم لم يكن لديه القصة المناسبة بعد. في عام 2012، تم التعاقد مع ريك يافا وأماندا سيلفر لكتابة السيناريو. قام الكتَّاب بدمج ثلاث من أفكار سبيلبرغ: متنزه ديناصورات يعمل بكامل طاقته، وإنسان له علاقة مع درومايوصوريات المدربة (من مسودة سايلز السابقة)، وديناصور هارب آكل للإنسان ويجب إيقافه.

### ما قبل الإنتاج
في يناير 2013، حددت يونيفرسال ستوديوز 13 يونيو 2014 كتاريخ لإصدار الفيلم. في فبراير 2013، أُعلن أن كينيدي لن تنتج الفيلم، لأنها ستكون مشغولة بثلاثية حرب النجوم القادمة. بعد شهر، تم تعيين كولين تريفورو كمخرج، وتم الإعلان عن باتريك كراولي كمنتج إلى جانب مارشال. أعاد تريفورو وشريكه في الكتابة، ديريك كونولي، كتابة المسودة السابقة من قبل يافا وسيلفرلإنتاج العالم الجوراسي، مع الاحتفاظ بأفكار سبيلبرغ الثلاثة. تم تأخير إطلاق الفيلم لمدة عام لإعطاء الكتاب الوقت لإتقان السيناريو. أعلنت شركة يونيفرسال ستوديوز في سبتمبر 2013 أن الفيلم سيكون بعنوان العالم الجوراسي، مع إصدار مقرر في 12 يونيو 2015. تم تم تحديد موعد إصدار الفيلم بعد 22 عامًا من أحداث الحديقة الجوراسية، ويعتبر تكملة مباشرة لهذا الفيلم؛ على الرغم من أن العالم المفقود: الحديقة الجوراسية والحديقة الجوراسية 3 لا يزالان من الشرائع في السلسلة، إلا أن العالم الجوراسي يتجاهل أحداثهما لأنها وقعت في موقع جزيرة مختلف. بين عامي 2003 و 2008، كان من المتوقع أن يقوم العديد من أعضاء فريق التمثيل من أفلام الحديقة الجوراسية السابقة بإعادة تمثيل أدوارهم، بما في ذلك سام نيل في دور دكتور آلان غرانت، وجيف غولدبلوم في دور الدكتور إيان مالكولم. كما مثل ريتشارد أتينبورو في دور جون هاموند، ولورا ديرن في دور د. إيلي ساتلر. تقاعد أتنبورو من التمثيل بعد سقوطه في منزله في عام 2008. ويظهر في الفيلم تمثال لشخصيته. لم يرغب تريفورو وكونولي في إعادة الشخصيات الأخرى ما لم يكن هناك سبب وجيه لمشاركتهم في القصة. لقد اعتبر الدكتور هنري وو، العالم المسؤول عن إعادة تكوين الديناصورات، اختيارًا منطقيًا. تم اختيار تاي سيمبكينز ونيك روبينسون كشخصيتين طفلتين في أكتوبر 2013. وقد مثل كريس برات و برايس دالاس هوارد في الأدوار الرئيسية. تم تصوير فنسنت دونوفريو وعرفان خان في أوائل عام 2014، وأعلن أن بي دي ونغ سيعيد تمثيل دوره للدكتور هنري وو، وهو أول ظهور للشخصية منذ فيلم الحديقة الجوراسية الأصلي في عام 1993.

## التصوير
بدأ التصوير الرئيسي في 10 أبريل 2014، في هاواي. وشملت مواقع التصوير هناك جزيرتي كاواي وأواهو. كانت قفص الإندومينوس ركس من بين مواقع التصوير في هاواي. استمر التصوير في هاواي حتى يونيو 2014، قبل الانتقال إلى لويزيانا. تم بناء الشارع الرئيسي ومنطقة الممشى في حديقة العالم الجوراسي الخيالية في ساحة موقف السيارات في متنزه نيو اورليانز «ستة أعلام» المهجور. تم استخدام مركز التجميع «مِيشود» التابع لناسا في نيو أورلينز أيضًا لبناء مجموعات داخلية تمثل حديقة العالم الجوراسي. وشملت المجموعات الأخرى التي شيدت في المرفق عرض تغذية موزاصور وقفص الديناصورات الطائرة درومايوصوريات. يتضمن الفيلم مشهدًا تم فيه حمل زارا مساعدة كلير (التي مثلت دورها كاتي ماكغراث) من قبل العديد من «بتينارودون» قبل أن تسقط في بحيرة المتنزه، حيث يأكلها موزاصور، مما يمثل أول حالة وفاة لأنثى في المسلسل. أراد تريفورو أن يجعله «الموت الأكثر إثارة على الإطلاق»، بينما كان يريد أيضًا مفاجأة رواد السينما، قائلًا، «دعونا نتسبب بموت شخص لا يستحق الموت على الإطلاق». قدم ستان وينستون صور الديناصورات باستخدام تقنية الأنيماترونكس لأفلام الحديقة الجوراسية السابقة، وكان ينوي أن يفعل الشيء نفسه بالنسبة للفيلم الرابع قبل وفاته في عام 2008. وبدلًا من ذلك، قدم زملاؤه السابقون في استوديو «التأثيرات التراثية» صورة أباتوصور متحركة للفيلم باستخدام الأنيماترونكس. تم استخدام نموذج معماري لتصوير فيلوسيرابتور خلال مشاهد معينة، وتم إنشاء بعض الديناصورات من خلال استخدام التقاط الحركة. تم إنشاء الديناصورات المتبقية بالحاسوب بواسطة إندستريال لايت آند ماجيك. انتهى التصوير في 5 أغسطس 2014.

## التسويق
تم إصدار الصور الرسمية الأولى لمجموعة الفيلم في 23 أبريل 2014، وتبع ذلك إطلاق أول صور فوتوغرافية للفيلم في يونيو 2014. خلال مؤتمر سان دييغو كومك كون إنترناشونال في يوليو 2014، تم توزيع 500 نسخة من ملصق فيلم العالم الجوراسي في إصدار محدود حيث قام بتوزيعها مارك إنجلرت. أصيب الجمهور في المؤتمر بخيبة أمل بسبب عدم وجود لقطات العالم الجوراسي. ما اعتقدوا أنه لقطات للفيلم كان إعلانًا تشويقيًا لفيلم شركة ليجنداري بيكتشرز القادم، كونغ: جزيرة الجمجمة. تم تسويق الفيلم تحت شعار «الحديقة مفتوحة».
تم إطلاق موقعين إلكترونييَيْن للتسويق الفيروسي، أحدهما لشركة «مساراني العالمية الخيالية» والآخر لمنتزه العالم الجوراسي الترفيهي، في 17 نوفمبر 2014. تم إنشاء موقع «مساراني» من قِبَل جاك أنتوني أوينز وتيموثي جلوفر، وهما من عشاق سلسلة الحديقة الجوراسية الذين أنشأوا في وقت سابق موقعًا على شبكة الإنترنت لشركة باتيل الخيالية. في البداية، تم الإعلان أن عرفان خان سيلعب دور مالك الحديقة مع الاسم المستعار باتيل؛ بعد أن أخطأ بعض المعجبين في فهم موقع باتيل على الويب باعتباره موقعًا إلكترونيًا رسميًا مرتبطًا بالفيلم، استأجرت يونيفرسال ستوديوز كل من جاك أنتوني أوينز وتيموثي جلوفر في أبريل 2014 لتصميم موقع مساراني الرسمي وإضافة تفاصيل الخلفية الخاصة بهم إليه.
تضمن موقع مساراني معلومات غابت عن الفيلم. احتوت على تفاصيل شراء الشركة لـ «شركة التقنيات الجينية الدولية» (InGen) وحول أصول المتنزه. تضمن الموقع أيضًا مقاطع فيديو تُظهِر فينسنت فيليب دونوفريو وبي دي ونغ يتحدثان بشكل شخصي عن الشركة الخيالية. تم التعاقد مع عالم الحفريات براين سويتيك في أوائل عام 2015 لضمان دقة المعلومات حول الديناصورات على موقع المنتزه الترفيهي الخاص بالفيلم. كتب تريفورو تعليقات عملاء خيالية لموقع الويب الخاص بالمنتزه؛ قال «عندها أدركت أنني ذهبت بعيدًا جدًا في حفرة الأرنب». تم تصوير أنظمة المراقبة بالفيديو المعروضة على شاشات غرفة التحكم أثناء الإنتاج وتمت إضافة هذا الفيديو أيضًا إلى موقع المنتزه الترفيهي.
تم إصدار مقطع دعائي قصير للفيلم عبر الإنترنت في 23 نوفمبر 2014، كما تم إصدار أول مقطع دعائي كامل للفيلم عبر الإنترنت في 25 نوفمبر 2014؛ كان من المقرر في البداية بثه على قناة إن بي سي بعد يومين خلال مباراة كرة قدم في عيد الشكر. تم عرض إعلان تلفزيوني للفيلم لأول مرة خلال سوبر بول 49 في 1 فبراير 2015. تم بث مقطع من للفيلم على إم تي في في 8 أبريل 2015،  وصورت شخصية أوين تتجادل مع كلير حول معاملة الديناصورات في الحديقة. انتقد المخرج والكاتب السينمائي جوس ويدون المقطع، واصفا إياه بأنه "متحيز جنسيا في حقبة السبعينيات"، مشيرًا إلى شخصيات كريس برات وبريس دالاس هوارد، صرح بذلك؛ "إنها متيبسة وغير مرتاحة بينما هو مصدرقوة الحياة- حقًا؟ هل لازلنا نفكر بهذه الطريقة؟" صرح تريفورو لاحقًا أنه لم ينزعج من تعليقات ويدون وقد قال "لأكون صادقًا، أنا لا أختلف معه تمامًا. أتساءل لماذا اختارت يونيفرسال مقطعًا كهذا، والذي يُظهر موقفًا معزولًا داخل فيلم يحتوي على المنطق. يبدأ ذلك بشخصيات تكاد تكون نماذج، قوالب نمطية يتم تفكيكها مع تقدم القصة. اعتبرت هوارد أيضًا أن المقطع كان خطأ تسويقيًا.
في وقت لاحق في أبريل 2015، تم إصدار ثلاثة ملصقات جديدة للفيلم خلال فترة ثلاثة أيام قبل العرض الأول للمقطع الدعائي. أصيب تريفورو بخيبة أمل من شركة يونيفرسال لأنه شعر أن المقاطع الدعائية أظهرت «الكثير من هذا الفيلم أكثر مما كنت أرغب في أي وقت مضى». ذكر تريفورو أنه بسبب تكلفة الفيلم، تضمنت المقاطع الدعائية مشاهد شعرت يونيفرسال بأنها ضرورية لضمان نجاحها المالي بعد خيبة أمل الاستوديو في بيع تذاكر فيلم الحديقة الجوراسية 3. أنفقت يونيفرسال 34.9 مليون دولار على الإعلانات التلفزيونية للفيلم. عملت عدة شركات بما في ذلك كلوقز وديري كوين وباربازول كشركاء ترويجيين للفيلم، وأصدرت ليغو وهاسبرو ألعابًا مبنية على قصة الفيلم. تم إصدار لعبتي فيديو، ليغو العالم الجوراسي والعالم الجوراسي: اللعبة، في عام 2015. عملت شركة تيبت ستوديو مع يونيفرسال وإفكسيو لإنشاء تطبيق بعنوان «جوراسيك وورلد موبايل موفي ميكر»، والذي يضيف صورًا للديناصورات إلى صورة الخلفية.

### الاستقبال النقدي
تلقى الفيلم مراجعات إيجابية من قبل النقاد. الفيلم حصل على تقييم 71% على موقع الطماطم الفاسدة، بناءً على 231 مراجعة، مع متوسط تقييم 6.7/10. ميتاكريتيك أعطى الفيلم 59 من 100 بناءً على 49 مراجعة نقدية.

## وصلات خارجية
- العالم الجوراسي على موقع IMDb (الإنجليزية)
- العالم الجوراسي على موقع ميتاكريتيك (الإنجليزية)
- العالم الجوراسي على موقع روتن توميتوز (الإنجليزية)
- العالم الجوراسي على موقع نتفليكس (الإنجليزية)
- العالم الجوراسي على موقع قاعدة بيانات الأفلام العربية
- العالم الجوراسي على موقع ألو سيني (الفرنسية)
- العالم الجوراسي على موقع أول موفي (الإنجليزية)
- العالم الجوراسي على موقع بوكس أوفيس موجو (الإنجليزية)
- العالم الجوراسي على موقع فيلمافينيتي (الإسبانية)
- العالم الجوراسي على موقع قاعدة بيانات الأفلام السويدية (السويدية)